# فولفغانغ شفارتز
فولفغانغ شفارتز هو لاعب كرة قدم ومدرب كرة قدم نمساوي في مركز الهجوم، ولد في 12 فبراير 1952 في إنسبروك في النمسا. لعب مع سبارتا روتردام.

## وصلات خارجية
- فولفغانغ شفارتز على موقع قاعدة بيانات كرة القدم.إي يو (الإنجليزية)
- فولفغانغ شفارتز على موقع عالم كرة القدم.نت (الإنجليزية)